# Maminka je v Americe, potkala Buffalo Billa
Maminka je v Americe, potkala Buffalo Billa (v originále Ma maman est en Amérique, elle a rencontré Buffalo) je francouzský animovaný film z roku 2013, který režírovali Marc Boréal a Thibaut Chatel podle stejnojmenného románu Jeana Regnauda a Émila Brava vydaného v roce 2007. Snímek měl světovou premiéru na filmovém festivalu animovaných filmů v Annecy dne 10. června 2013.

## Děj
Jean je 6letý chlapec a právě nastupuje do školy. Konečně se naučí číst. Jeho učitelka ale vypadá velmi přísně. První den jí má sdělit povolání své matky, ale on neví. Ale chce být jako všichni ostatní. Jeho matka tu není. Kam, kdy, proč a jak odešla, zapomněl. Bylo to dávno. Přesto mu posílá pohlednice z celého světa.

## Dabing postav
| Marc Lavoine      | Jeanův otec    |
| Julie Depardieu   | Yvette         |
| Tom Trouffier     | Jean           |
| Alice Orsat       | Michèle        |
| Théo Benhamour    | Paul           |
| Anatole Lebon     | Alain          |
| Valentin Maupin   | Patrick        |
| Émir Seghir       | Noured         |
| Alexandre Aubry   | Pascal Vénert  |
| Évelyne Grandjean | paní Moinot    |
| Bernard Tiphaine  | pan Ferret     |
| Sylvie Genty      | maminka        |
| Yves Barsacq      | tatínek        |
| Claire Guyot      | Françoise      |
| Laurent Morteau   | otec Michelle  |
| Natacha Muller    | matka Michelle |
| Boris Rehlinger   | koncesionář    |
| Vincent Violette  | pan Karmazoff  |

## Ocenění
- Mezinárodní festival animovaných filmů v Annecy: Zvláštní uznání poroty
- Lucas Internationales Kinderfilmfestival ve Frankfurtu: Cena za nejlepší evropský film od ECFA (European Children's Festivals Association)
- Filmový festival v Jerevanu: velká cena
- Festival Voix d'Étoiles v Port-Leucate: cena poroty
- César: nominace v kategorii nejlepší animovaný film